# 延安马列学院
马列学院于1938年5月5日在延安创办，是中国共产党创建的“第一所攻读马列主义理论比较正规的学校”。
校址设在延安城北七八里的蓝家坪，土石山上的一排窑洞就是校舍，同杨家岭隔延河相望，与中宣部及张闻天的窑洞相邻。

## 历史
1938年5月5日开办。院长张闻天兼，秘书长朱光，后为章夷白。1938年从中共中央党校调来副院长王学文兼教务处长，教务处副处长邓力群。
- 院长领导下的总支委员会主持日常工作。总支委员有张启龙、王学文、邓力群、李国华、旷坚。下设四科。
  - 总支书记张启龙。
  - 教务科
  - 组织科
  - 行政科
  - 干部科 科长李国华
  - 机关支部
  - 每班学员设一个支部，每学期改选。

从第一班第二期开始，从学员中抽调理论基础好的组建研究室，在校外兼课：
- 中国问题研究室：指导导师杨松 主任邓力群
- 政治经济学研究室：指导导师王学文
- 哲学研究室：指导导师艾思奇
- 马列主义基本问题研究室：指导导师吴亮平
- 中国史研究室：指导导师范文澜
- 编译室：柯柏年、王实味、何锡麟，编译了《马恩丛书》与《列宁选集》共20卷。

共招收过5个班即5期学员：
- 第一班：80多人。在校2个学期8个月。
- 第二班：100多人。徐海东、江青
- 第三班：100多人。1939年3月入学。支部书记武光。
- 第四班：100多人
- 第五班：不到100人

为准备参加中共七大代表专门开设的两个班100多人。
1941年5月（另说7月）改组为延安马列研究院。共招收学员约八九百人。1941年7月（另说8月），改组为中共中央研究院。张闻天任院长，副院长为范文澜，但实际工作由中共中央宣传部副部长李维汉主持。1941年12月17日，中共中央通过了《关于延安干部学校的决定》，明确规定中央研究院为培养党的理论干部的高级研究机关，直属中共中央宣传部。中央研究院下设
- 研究指导处
- 总务处
- 中国政治研究室
- 中国经济研究室
- 中国文化思想研究室
- 中国教育研究室
- 中国文艺研究室
- 中国新闻研究室
- 中国历史研究室
- 俄语研究室
- 国际问题研究室
- 图书馆
- 俱乐部

共有研究人员566人，主要由两部分组成：大部分是原马列学院留下的人，少部分是由延安其他单位选送并经过考试择优录取的。20岁到30岁的占79%。学术水平上分为研究员和研究生。
1943年5月4日，中央研究院并入中共中央党校，为该校的第三部。

## 教学
学院开设6门课程： 
| 课程               | 主讲                                                                       |
| ------------------ | -------------------------------------------------------------------------- |
| 政治经济学         | 王学文                                                                     |
| 哲学               | 艾思奇                                                                     |
| 马列主义基本问题   | 吴亮平                                                                     |
| 党的建设           | 康生讲前半截，然后中央领导做专题讲座报告                                   |
| 中国现代革命运动史 | 杨松                                                                       |
| 西洋革命史         | 陈昌浩；后柯柏年                                                           |
| 党的策略教育       | 研读与讨论中央文件，请中央领导与各根据地负责人讲座报告，一年做了50多次讲座 |

马列学院的教学以自学为主，自由阅览国民党方面的报刊书籍，开展辩论会、民主生活会。全党大兴调查研究之风背景下，马列学院立研究政治、经济、文化、教育、国际等方面问题的研究室，深入边区基层单位或去抗日前线调查研究。
中央领导经常来授课或作专题讲演：
- 毛泽东《新民主主义论》
- 陈云《怎样做一个共产党员》
- 刘少奇《论共产党员的修养》[2]